# Micheline Calmy-Rey
Micheline Calmy-Rey er en schweizisk politiker og medlem af Forbundsrådet (Bundesrat), Schweiz' regering. Micheline Calmy-Rey har siddet i regeringen fra 2002.
Hun er født 8. juli 1945 og er hjemmehørende i Chermignon (VS).
Calmy-Rey repræsenterer Sozialdemokratische Partei der Schweiz (SPS).
Hun har været udenrigsminister siden 2003.